# Chu Chin Chow
Chu Chin Chow é um filme musical britânico de 1934, dirigido por Walter Forde e estrelado por George Robey, Fritz Kortner e Anna May Wong. Foi uma adaptação do musical Chu Chin Chow, de Oscar Asche e Frederick Norton.

## Elenco

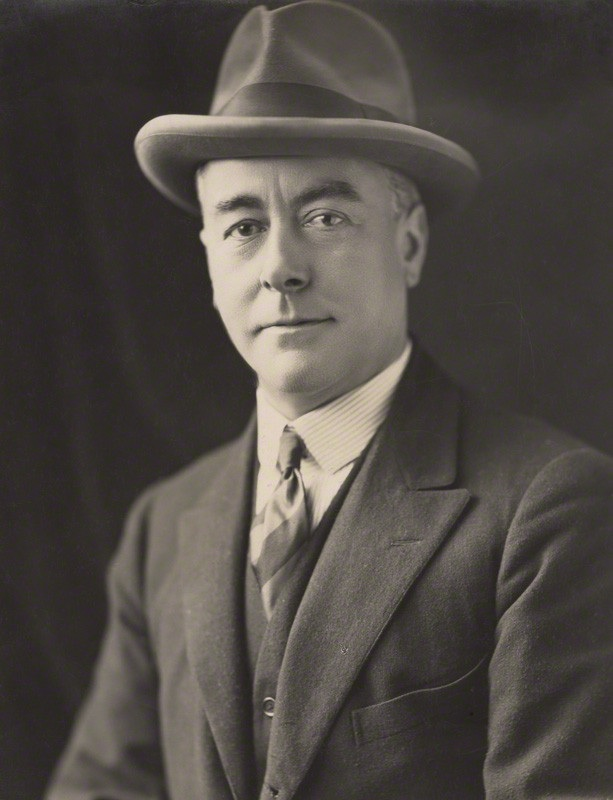
George Robey, diretor

- George Robey - Ali Babá
- Fritz Kortner - Abu Hasan
- Anna May Wong - Zahrat
- John Garrick - Nur-al-din Baba
- Pearl Argyle - Marjanah
- Malcolm McEachern - Abdullah
- Dennis Hoey - Rakham,
- Sydney Fairbrother - Mahbubah Baba
- Laurence Hanray - Kasim Baba
- Frank Cochrane - Mustafa
- Thelma Tuson - Alcolom Baba
- Francis L. Sullivan
- Gibb McLaughlin
- Kiyoshi Takase